# Zoo-Gaststätten

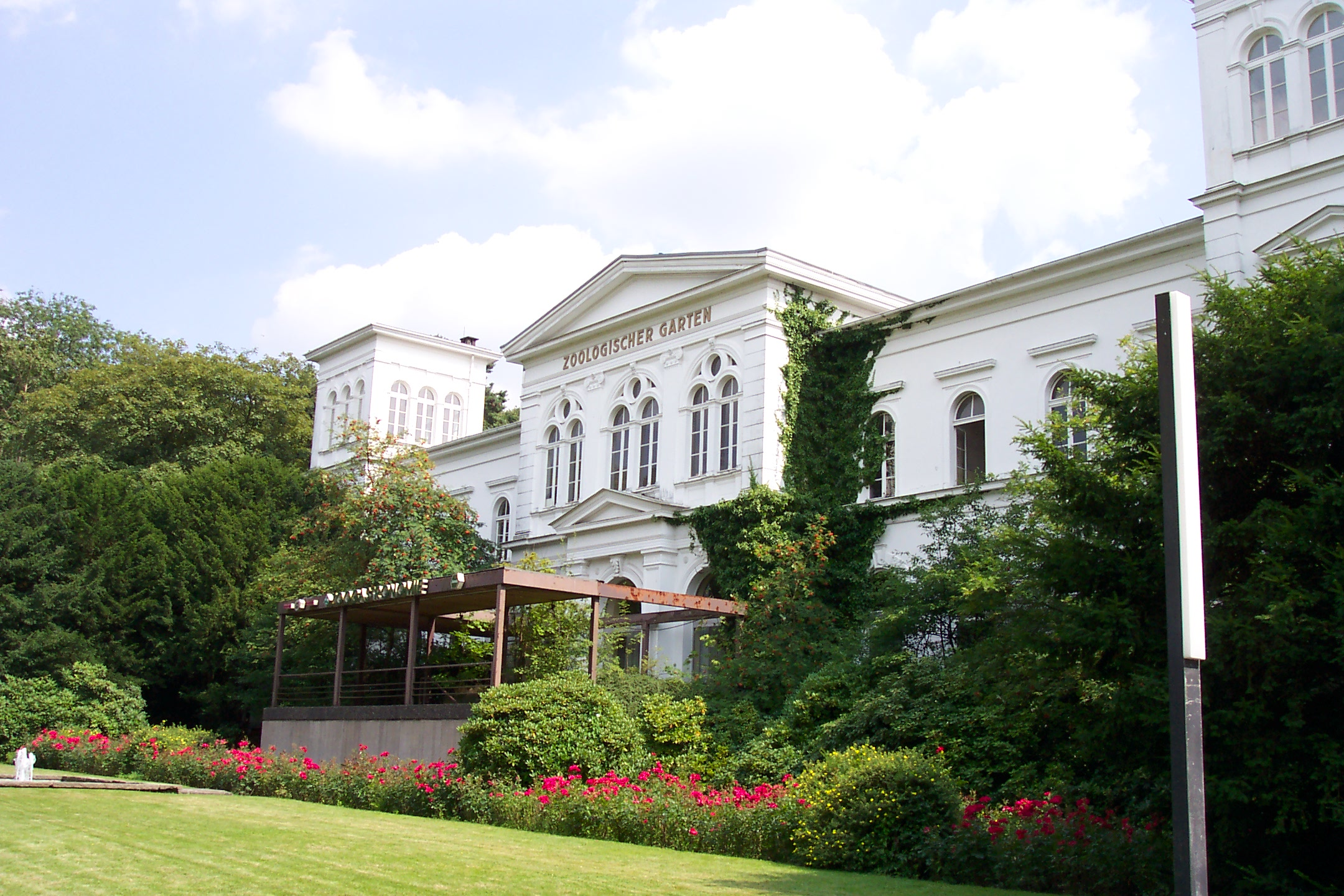
Die Zoo-Gaststätten

Mit Zoo-Gaststätten (gewöhnlich im Plural), teilweise auch Zoo-Säle, wird ein unter Denkmalschutz stehendes Gebäude im Zooviertel in der bergischen Großstadt Wuppertal in Nordrhein-Westfalen bezeichnet. Es liegt im Wohnquartier Zoo in der Hubertusallee 30 und gehört als das ehemalige Restaurationsgebäude zur Anlage des Wuppertaler Zoos.

## Bau

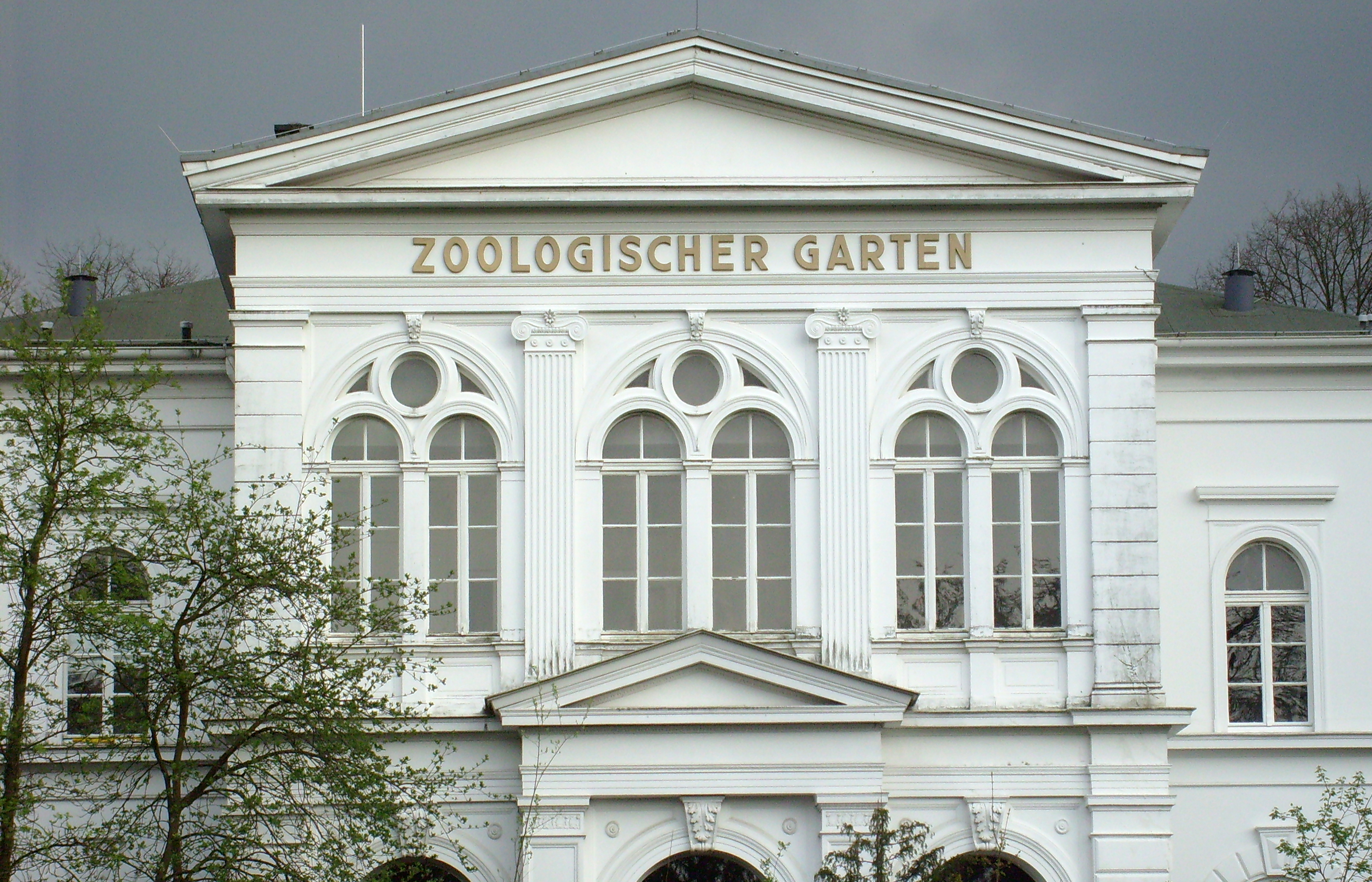
Schriftzug Zoologischer Garten

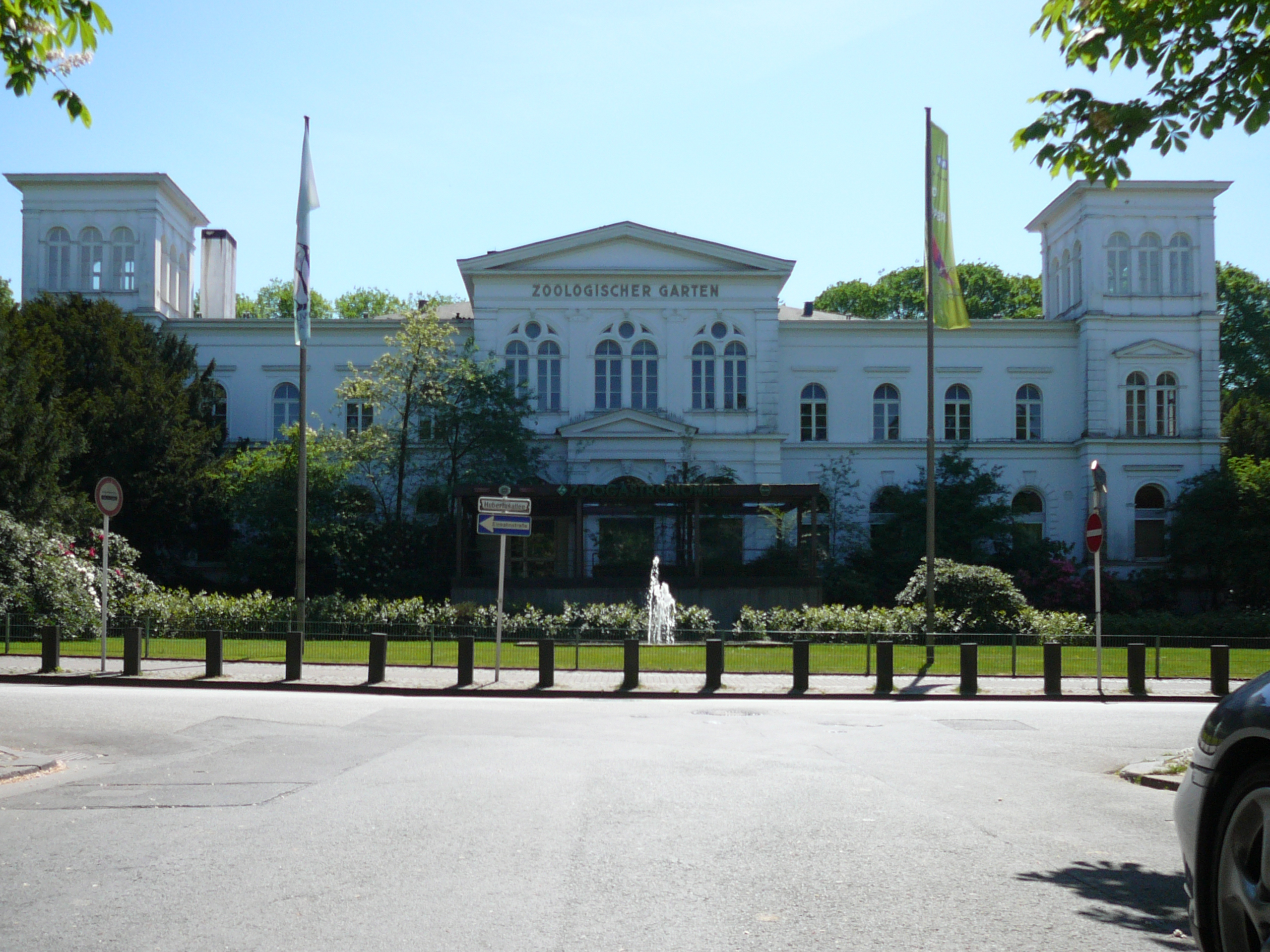
Die Zoogaststätten

Als man sich auf ein Gelände für den Wuppertaler Zoo geeinigt hatte, folgte eine Ausschreibung des Vorstandes der Zoo-Aktiengesellschaft 1880, bei der Entwürfe für ein Restaurationsgebäude gesucht wurden. Dabei wurden folgende Bedingungen festgelegt:
- Maximal 60.000 Mark teuer
- Verputzte Fassade
- Ein Hauptsaal mit 400 m²
- Nebensäle mit zusammen 300 m²

Der endgültig ausgeführte Entwurf stammte vom Architekten Kayser in Elberfeld. Der Bau gliedert sich in drei Bauabschnitte. Im ersten Abschnitt, von 1881 bis 1883, entstand ein streng symmetrischer Bau, der zwei Stockwerke hoch ist, einen Mittelrisaliten, der einen Dreiecksgiebel aufweist, und zwei Ecktürme, die jeweils um ein Stockwerk über den Rest hinausragen, besitzt und im Stil der Neorenaissance entworfen ist. Der ursprüngliche Eingang des Gebäudes, zentral im Mittelrisaliten gelegen, besitzt einen Dreiecksgiebel, der von Pilastern, die den Eingang flankieren, getragen wird. Unter dem Giebel des Mittelrisaliten befindet sich der Schriftzug Zoologischer Garten. Links und rechts neben diesem Portal befindet sich jeweils ein Rundbogenfenster, darüber, im zweiten Stock des Risaliten, befinden sich drei Biforien. Der Bau fasste etwa 800 Personen. Vor der Rückseite befand sich eine Terrasse, die Sitzplätze dort konnten bei schlechtem Wetter jedoch nicht genutzt werden. Um die Anzahl geschützter Sitzplätze zu erhöhen, sollte die Terrasse in einen Anbau integriert werden. Der Umbau, die zweite und dritte Bauphase, fand 1897 und 1898 unter der Leitung des Architektenbüros Hermanns & Riemann statt. Seitdem hat das Gebäude sein heutiges Aussehen.
Zunächst wurde im zweiten Bauabschnitt die tragende Südwand durch Eisensäulen ersetzt, danach wurde eine Glashalle, die geöffnet werden konnte, um an warmen Tagen einen Luftstrom zu gewährleisten, angebaut. Die Halle ist elfeinhalb Meter hoch und mit 81 Metern länger als Haupt- und Nebensäle. Der erweiterte Bau fasst 2200 Personen. Der Eingang wurde an die Westseite verlegt, sodass er direkt beim Zooeingang liegt, und neben dem neuen Eingang entstand eine Garderobe. Der alte Eingang wurde zu einer Bühne umgebaut.
Im dritten Bauabschnitt 1897 wurde ein Küchen- und Buffettrakt angebaut.
Am 22. Juli 1992 wurden die Zoo-Gaststätten als Baudenkmal in die Denkmalliste der Stadt Wuppertal eingetragen.

## Nutzung des Gebäudes
Die Zoo-Gaststätten besaßen eine Innen- und eine Außengastronomie, die auch für Zoobesucher zugänglich war. 2011 lief der Vertrag mit dem letzten Pächter aus, der allerdings gegen die Räumungsverfügung klagte, den Rechtsstreit mit der Stadt aber 2013 verlor. Die Räumung war aufgrund massiver Baumängel des denkmalgeschützten Gebäudes notwendig geworden. Für das sanierte Gebäude gab es die Idee, die Ausstellungsstücke des am 31. März 2008 geschlossenen Fuhlrott-Museums in dem Gebäude auszustellen. Um die Sanierungskosten zu decken, sollte der Eintrittspreis des Zoos um einen Euro erhöht werden und die Besucher sollten im Gegenzug Zutritt zum neuen Fuhlrott-Museum erhalten. Jedoch zerschlug sich dieser Plan. Auch die Einrichtung eines Kompetenz- und Bildungszentrums „Carl Fuhlrott“ mit internationalem veterinärmedizinischen Zentrum und Zoo-Schule kam bisher nicht voran. Es stehen Kosten von 20 Millionen Euro im Raum – und so stehen zu Jahresbeginn 2022 die Zoo-Gaststätten nach wie vor leer.
Eine Gastronomie im Zoo Wuppertal gibt es aber längst wieder, denn zwischenzeitlich wurde im Herbst 2014 das neue Restaurant Okavango in einem modernen Gebäude in Nähe der Elefanten-Anlage mitten im Zoo eröffnet, wie es aktuellen Standort-Trends entspricht.